# Provinciale weg 564
De provinciale weg 564 (N564) is een provinciale weg in beheer van de Nederlandse provincie Limburg die loopt van Weert naar de Belgische grens bij Budel-Dorplein. Het is een belangrijke verbindingsweg tussen Weert en de Budelse zinkfabriek en tussen Weert en het noordelijk deel van Belgisch Limburg. Plaatselijk staat de weg het meest bekend als de Suffolkweg-Zuid of Kempenweg.

## Traject
De N564 begint in Weert als zijweg van de ringweg rond deze stad. De weg loopt daarna langs natuurgebied de Weerter- en Budelerbergen en passeert vervolgens het industrieterrein bij Budel-Dorplein waarna de weg België bereikt. Ter hoogte van Budel-Dorplein loopt de weg vlak langs de provinciegrens met Noord-Brabant, maar overschrijdt deze nergens. In België gaat de weg verder als N747 tot in de plaats Hechtel. De N564 loopt in zijn geheel parallel aan de Zuid-Willemsvaart.
De weg is uitgevoerd als tweestrooks-gebiedsontsluitingsweg met een maximumsnelheid van 80 km/h.
Vanuit de Ring Weert tot aan het spoor is de maximumsnelheid van 50 km/h.
N62 · N69 · N251 · N252 · N253 · N254 · N255 · N256/A256 · N257 · N258 · N260 · N261 · N262 · N263 · N264 · N266 · N267 · N268 · N269 · N270/A270 · N271 · N272 · N273 · N274 · N275 · N276 · N277 · N278 · N279 · N280 · N281 · N282 · N283 · N284 · N285 · N286 · N287 · N288 · N289 · N290 · N291 · N292 · N293 · N294 · N295 · N296 · N296n · N297 · N298 · N300 · N321 · N322 · N324 · N329 · N389 · N394 · N395 · N396 · N397

N556 · N562 · N564 · N570 · N572 · N590 · N595 · N598 · N601 · N602 · N605 · N607 · N612 · N613 · N615 · N616 · N617 · N618 · N620 · N622 · N625 · N629 · N631 · N632 · N637 · N638 · N639 · N640 · N641 · N651 · N652 · N653 · N654 · N655 · N656 · N658 · N659 · N660 · N661 · N662 · N663 · N664 · N665 · N666 · N667 · N668 · N669 · N670 · N671 · N673 · N674 · N675 · N676 · N682 · N683 · N686 · N689 · N690 · N831 · N843

Voormalige provinciale wegen: N299 · N551 · N552 · N553 · N554 · N555 · N560 · N561 · N563 · N565 · N566 · N567 · N568 · N571 · N574 · N580 · N581 · N582 · N583 · N584 · N585 · N586 · N587 · N588 · N589 · N591 · N592 · N593 · N594 · N596 · N597 · N603 · N604 · N606 · N608 · N610 · N611 · N614 · N619 · N621 · N623 · N624 · N626 · N628 · N630 · N634 · N642 · N657